# 뮤즈강림
《뮤즈강림》은 2021년 5월 17일부터 카카오TV에서 방송되고 있는 서바이벌 프로그램이다. 최종 1인에 선정된 뮤즈는 국내 최고의 포토그래퍼와 매거진 화보 촬영의 기회를 얻는 것은 물론, 해당 브랜드의 라이브 커머스 방송에 직접 참여하는 쇼호스트로 바로 데뷔할 수 있는 기회도 얻는다.